# Climbach
Climbach (Klimbach in tedesco e Klimbàch in dialetto alsaziano) è un comune francese di 444 abitanti situato nel dipartimento del Basso Reno nella regione del Grand Est. Si trova lungo il confine con la Germania, e confina con il comune di Bobenthal.

## Società

### Evoluzione demografica
Abitanti censiti